# Kikujo Aoki
Kikujo Aoki (japonsky: 青木喜久代, Aoki Kikujo, narozena 24. května 1968) je profesionální hráčka go.

## Biografie
Kikujo vstoupila do Nihon Ki-in v roce 1981. Je sestra Šiniči Aokiho, který je profesionální 9. dan v Nihon Ki-in.

## Třídy
- 1. dan - 1986
- 2. dan - 1987
- 3. dan - 1989
- 4. dan - 1992
- 5. dan - 1993
- 6. dan - 1995
- 7. dan - 1997
- 8. dan - 2000

## Tituly
- Ženský Meidžin - 1990, 1999, 2000, 2002, 2006
- Ženský Kakusei - 1991, 1992, 1994, 2000
- Ženský Saikjo - 2001
- Ženský Kisei - 2012